# Non cambierò mai (Capo Plaza)
Non cambierò mai è un singolo del rapper italiano Capo Plaza, pubblicato il 6 aprile 2018 come secondo estratto dal primo album in studio 20.

## Tracce
1. Non cambierò mai – 3:28

## Formazione
- Capo Plaza – voce
- Ava – produzione

## Classifiche
| Classifica (2018) | Posizione massima |
| ----------------- | ----------------- |
| Italia            | 1                 |